# Whit Holcomb-Faye
Robert 'Whit' Holcomb-Faye (19 september 1984) is een Amerikaans professioneel basketballer.
In het seizoen 2012/13 speelde Holcomb-Faye voor Aris Leeuwarden in de Dutch Basketball League. In het reguliere seizoen scoorde Holcomb-Faye gemiddeld 12,5 punten voor Aris. Met de club uit Leeuwarden bereikte hij voor het eerst in de geschiedenis van de club de finale van de DBL Playoffs, waarin hij 14,5 punten en 5,6 assists per wedstrijd noteerde. Uiteindelijk verloor Aris met 4-0 van Zorg en Zekerheid Leiden. In de daaropvolgende zomer tekende Holcomb-Faye een contract voor één jaar bij de club uit de Sleutelstad. Voor het seizoen 2014/15 tekende Holcomb-Faye een contract in België bij Wolves Verviers-Pepinster.

## Erelijst
Nederland
- Lijstaanvoerder assists (2013)
- All-Star (2013)